# Gordons Late Nicht Show
Gordons Late Nicht Show was een Nederlands praatprogramma uit 2003 op televisiezender Yorin gepresenteerd door Gordon.
Gordon ontving elke week een gast die door hem en zijn 'sidekicks' flink aan de tand werden gevoeld. De gast in de uitzending was elke week het centrale punt.